# عبدالله معظمی
عبدالله معظمی (۱۲۸۸ در گلپایگان – ۱۳۵۰ در تهران) رئیس مجلس شورای ملّی در دوره هفدهم و نایب رئیس در دوره شانزدهم، از اعضای جبهه ملّی و هواداران محمد مصدق بود. معظمی در سال ۱۲۸۸ هجری خورشیدی در گلپایگان به دنیا آمد. در سال ۱۳۰۹ به فرانسه رفت و در دانشکده حقوق پاریس به اخذ دیپلم دکترای حقوق نائل گردید.
پس از بازگشت به ایران، معظمی ابتدا در وزارت کشور به کار مشغول شد و سپس به دانشیاری کرسی حقوق بین‌الملل خصوصی در دانشگاه تهران برگزیده شد و به تدریس پرداخت. در سال ۱۳۲۰ به مرتبه استادی ارتقا یافت و در همان زمان به سمت معاونت دانشکده حقوق دانشگاه تهران منصوب شد. در مجلس چهاردهم، به نمایندگی از مردم گلپایگان وارد مجلس شورای ملی شد.خاندان‌های معظمی اصالتی بختیاری تبار دارند واصل آن‌ها ازخوانین بختیاری طوایف بزرگ سرلک[ سلک] بختیاری هستند. این خاندان بزرگ پیشنه مبارزاتی طولانی در ادوار مختلف تاریخ دارند و ازمعدود طوایفی هستند که تاریخ مکتوب هزارساله دارند [ مأخذ: آرشیو بایگانی اسناد کتابخانه پاشا خان سرلک بختیاری الیگودرز،]بنابر کتاب فارس نامه ابن بلخی که به دستور ملکشاه سلجوقی نوشته شده(صفحات ۱۶۵ و۱۶۶و۱۶۴ و۱۶۵ و۱۶۷ و۱۶۸) این خاندان از نسل میرزایحیی خان حاکم عصر قاجار درمنطقه گلپایگان، الیگودرز، خمین و بربرود هستند. چون پدر بزرگشان ملقب به معظم السلطان بود، در هنگام شناسنامه دار شدن مردم ایران لقب معظمی گرفتند و از خوانین مبارز، روشن‌فکر و نیک نام مناطق وسیعی از ولایت های بختیاری عراق عجم بودند.
مآخذ: خاطرات آیت‌الله پسندیده، کتاب تاریخ بختیاری سرلک نویسنده توحیدی، کتاب رجال کمره سمیعی و اسناد خوانین سرلک بختیاری.

## لایحه قرار داد الحاقی نفت
در سال ۱۳۲۴ که یک اقلیت چهل نفری به رهبری دکتر محمد مصدق ضد حکومت محسن صدر (صدرالاشراف) تشکیل شد و معظمی یکی از اعضای آن بود. او در دوره پانزدهم نیز به نمایندگی گلپایگان به مجلس راه یافت. در این دوره به پیشنهاد او قانونی تصویب شد که دولت را مکلف می‌کرد از تاریخ اول فروردین ۱۳۲۷ به مدت ده سال آن‌چه را به عنوان حق‌الامتیاز و سود سهام از شرکت نفت ایران و انگلیس دریافت می‌کند، در حساب جداگانه‌ای نگاهداری و صرفاً برای کارهای تولیدی و عام‌المنفعه، آن هم با اجازه مجلس شورای ملی هزینه کند.
در آخرین روزهای مجلس پانزدهم، هنگامی که دولت محمد ساعد مراغه‌ای لایحه قرار داد الحاقی نفت (قرارداد گس-گلشائیان که با پرداخت چند هزار لیرهٔ اضافی در سال، قرارداد ۱۹۳۳ را تنفیذ می‌کرد)، را به مجلس تسلیم کرد با این امید که نمایندگان با توجه به کمی وقت آن را هر چه زودتر تصویب کنند، حسین مکی به عنوان مخالف شروع به صحبت کرد.
نطق مکی چند جلسه به طول انجامید و تاریخ پایان دوره پانزدهم قانونگذاری نزدیک می‌شد. روز دوم مرداد ۱۳۲۸ رضا حکمت (سردار فاخر) رئیس مجلس در اثر فشار اکثریت تصمیم گرفت موضوع ادامه نطق حسین مکی را به رأی مجلس واگذار کند. وکلای اکثریت نیز بر اساس قرار پنهانی با دولت قرار بود به محدود کردن سخنرانی نماینده اقلیت رأی بدهند.
در این هنگام حادثه‌ای روی داد که نقشه دولت و اکثریت را نقش بر آب کرد و آن اعتراض شدید معظمی بود. دکتر معظمی پیش از آنکه رضا حکمت (سردار فاخر) اعلام رأی کند فریاد زنان خطاب به رئیس مجلس گفت:
«بدبخت‌ترین ملت کسی است که اراده خودش را در موقع اظهار نظر از دست بدهد و بزرگان قوم مثل مرده روی صندلی‌ها بنشینند و در مسائل ابتدائی این‌طور اظهار نظر کنند. آقای رئیس مجلس شورای ملی، حق ملت در بین است. اجازه بدهید. این وضع مجلس طوری مرا متشنج کرد که من ناچار شدم در اینجا وظیفه نمایندگی خود را که نماینده یک شهرستان فقیر، گرسنه و بیچاره و بالاخره نماینده یک ملتی هستم که من خودم در خوزستان جز تراخم، جز پا برهنگی، جز بیچارگی هیچ چیز ندیدم، انجام دهم…»
معظمی در آغاز مجلس شانزدهم، به سپهبد رزم‌آرا برای نخست‌وزیری، رای اعتماد داد ولی بعداً هنگامی که وزیر دارائی کابینه رزم آرا قرارداد الحاقی را پس گرفت، دکتر معظمی به شدت او را مورد حمله قرار داد و باعث متزلزل شدن دولت رزم‌آرا گردید.

## نقشه ربودن عبدالله معظمی
معظمی در سال ۱۳۳۰ یکی از اعضای هیئت مختلط مأمور خلع ید از شرکت نفت بود.
در انتخابات دوره هفدهم مجلس نیز از گلپایگان به نمایندگی انتخاب شد و به دلیل موضعگیری‌هایش، دشمنان دکتر مصدق، بعد از ربودن و قتل سرتیپ محمود افشارطوس (رئیس شهربانی کل کشور)، ربودن وی را نیز در دستور کار قرار دادند.
روز ۱۲ اردیبهشت ۱۳۳۲، شش روز پس از پیدا شدن جسد سرتیپ محمود افشارطوس، فرمانداری نظامی تهران اطلاعیه‌ای صادر کرد و قتل او را کار عده‌ای از افسران بازنشسته و مخالفین دولت دانست.
دو روز بعد سرتیپ دکتر منزّه، سرتیپ علی‌اصغر مزینی، سرتیپ بایندر و سرلشکر زاهدی به ظنّ دخالت در این امر دستگیر شدند.
این افراد فهرستی در اختیار داشتند و قرار بود بر اساس آن تعدادی از نزدیکان دکتر مصدق و افراد برجسته نهضت ملی را بربایند. سرلشکر ریاحی، دکتر حسین فاطمی، و دکتر سیدعلی شایگان و دکتر عبدالله معظمی در لیست مزبور بودند.

## از ریاست مجلس تا زندان برازجان

دکتر عبدالله معظمی و مهندس کاظم حسیبی

آیت‌الله کاشانی در دهم تیر ۱۳۳۲ خورشیدی، با تلاش حامیان محمد مصدق از ریاست مجلس هفدهم کنار رفت و عبدالله معظمی ریاست مجلس را در دست گرفت؛ ولی جلسات مجلس هفدهم فقط تا ۱۸ تیر ادامه یافت و هنگامی که موضوع استیضاح دولت مصدق مطرح شد، هواداران او مجلس را از اکثریت انداخته و مانع برگزاری نشست رسمی شدند.
معظمی ضمن مخالفت با رفراندوم انحلال مجلس به دکتر مصدق گفت:
در قوانین، رفراندوم سابقه ندارد و اکثریت قریب به اتفاق نمایندگان با آن مخالف هستند و بهتر است که این مطلب با میانجیگری حل شود و این کدورت برطرف گردد
دکتر معظمی پس از کودتای ۲۸ مرداد مدتی مخفی بود و شغل خود را در دانشگاه نیز از دست داد، اما در نهضت مقاومت ملی فعالیت می‌کرد. سپس بازداشت شد و همراه چند تن از سران جبهه ملی به جنوب ایران تبعید شد و مدتی نیز در شرایط سخت در زندان برازجان زندانی بودند.
حسین خطیبی، نایب رئیس مجلس شورای ملی؛ در خاطراتش گفته‌است:
 به یاد دارم بعد از کودتای ۲۸ مرداد (سال ۱۳۳۲) دکتر عبدالله معظمی به من گفت (سرلشکر) زاهدی به او پیشنهاد کرده بود که چون مجلس برخلاف قانون منحل شده مجدداً با دعوت از نمایندگان مجلس را تشکیل دهد و همان مجلس منحل شده دوباره شروع به کار کند ولی او نپذیرفت.

## کنسرسیوم نفت
روز ۲۱ اسفند ۱۳۳۲، سی و چهار تن از شخصیت‌های طرفدار نهضت ملی که در میان آن‌ها نام دکتر عبدالله معظمی هم بود، با انتشار نامه‌ای در اعتراض به تشکیل کنسرسیوم و یادآوری زیان‌های این قرارداد برای ملت ایران چنین نوشتند:
تمامِ زحمات و محرومیت‌ها و خدمات و قربانی‌های ملت ایران در راه حصول حق ملّی را می‌خواهند بر باد دهند. هیچ وقت وضع کشور ما به این اندازه اسف‌انگیز و دلخراش نبود، آزادی عمل جز برای اشخاصی که با دریافت دستمزد ناچیزی در صدد تأمین منافع استعماری باشند وجود ندارد، تمام روزنامه‌های مخالف دولت در توقیف، چاپخانه‌ها تحت کنترل شدید می‌باشند، انواع و اقسام فشار و تضییقات برای میلیون وآزادی‌خواهان و شکنجه‌های وحشیانه برای مبارزان راهِ حقیقت و آزادی وجود دارد و اکثر زعمای قوم که مورد علاقه و تکریم ملت‌اند،
یا در گوشه زندان و اختفا به‌سر می‌برند یا تحت نظر مأمورین انتظامی می‌باشند. منظور غایی و اصلی از تمامِ این اعمال همانا انجام قراردادی برای نفت ایران و تثبیت اوضاع و احوال سابق است که مباین با حیثیت و استقلال و آزادی ملی است.

هر قراردادی را که با چنین قیود و شروط و کیفیات امضاء و تصویب و مبادله نمایند منبعث و ناشی از اراده ملت ایران نیست و باطل و کان لم یکن و ملغی الاثر می‌باشد و برای ملت ایران به هیچ وجه الزام‌آور نخواهد بود.

## اخراج استادان از دانشگاه
اعتراض نامه «علیه تشکیل کنسرسیوم و یادآوری زیانهای این قرارداد برای ملت ایران» را غیر از دکتر معظمی، مهندس مهدی بازرگان، دکتر یدالله سحابی، مهندس خلیلی، دکتر بیژن، دکتر جناب، دکتر محمد قریب. دکتر نعمت‌الهی، دکتر رحیم عابدی، مهندس انتظام، دکتر میربابائی، مهندس منصور عطائی، دکتر کریم سنجابی دکتر نواب، دکتر آل بویه، مهندس حسیبی.. اعتراض نامه فوق را امضاء کردند.
شاه بسیار عصبانی شد و دستور داد استادان امضاکنندگان نامه اعتراضی به قرارداد کنسرسیوم را از دانشگاه اخراج کنند.
دکتر علی‌اکبر سیاسی می‌نویسد:
«روزی سپهبد زاهدی نخست‌وزیر تلفن کرد به دیدنش بروم. در این ملاقات پس از تعارفات معمول ورقه‌ای از کشوی میزش بیرون آورد و جلوی من گذاشت و گفت: اعلیحضرت امر فرموده‌اند اینها را از دانشگاه اخراج کنید. روی ورقه اسامی این استادان نوشته شده بود: دکتر عبدالله معظمی، دکتر سحابی، مهندس بازرگان، دکتر جناب، دکتر سنجابی، دکتر آل‌بویه، دکتر نواب، مهندس حسیبی، دکتر عابدی، دکتر محمد قریب... گفتم به چه مناسبت؟ علت چیست؟ چه گناهی کرده‌اند؟ گفت عجب! جنابعالی بیانیه آن‌ها را نخوانده‌اید؟ بیانیه چاپی را نشان داد که ندیده بودم. آن را با عجله خواندم و ناراحت شدم. خلاصه‌اش این بود که امضاکنندگان، لایحه پیشنهادی به مجلس مربوط به قرارداد نفت با کنسرسیوم را به ضرر ایران دانسته ضمناً وقایع بیست‌وهشتم مرداد را صحنه‌سازی اعلام داشته و معتقد بودند که دولت ملی مصدق را خارجیان از کار انداخته و دولت دست‌نشانده خود را سر کار آورده‌اند. نخست‌وزیر گفت اعلیحضرت فوق‌العاده خشمناکند و اخراج فوری اینها را می‌خواهند. گفتم من‌که از این موضوع به‌کلی بی‌خبر بودم. باید به من مجال دهید در این‌باره تحقیقاتی بکنم، شاید این اعلامیه ساختگی باشد یا در تنظیم آن یا هنگام چاپ آن تصرفاتی صورت گرفته باشد. نخست‌وزیر گفت: خود دانی، من امر اعلیحضرت را به جنابعالی ابلاغ کردم. گفتم همین دو روزه نتیجه را به جنابعالی اطلاع خواهم داد.»

## پایان زندگی
معظمی در اردیبهشت سال ۱۳۳۴ (بهمراه ۴ نفر دیگر از یاران محمد مصدق) بازداشت شد. متعاقب این جریان که جنب و جوش زیادی در بین خبرنگاران داخلی و خارجی ایجاد کرد، اعلامیه زیر از طرف فرمانداری نظامی تهران منتشر شد:
اخیراً گزارش‌هایی می‌رسد که پاره‌ای عناصر که در گذشته عملیات خائنانه آن‌ها ثابت و روشن بوده از مراحم دولت و ارفاقی که دربارهٔ آنان شده سوء استفاده نموده، به تشکل جلسات و تحریک علیه انتظامات عمومی مبادرت نموده، به فعالیت‌هایی به منظور فراهم آوردن زمینه برای تجدید عملیات خائنانه خود می‌نمایند لذا دستور داده شد آقایان دکتر عبدالله معظمی، سعید فاطمی، نیکپور نائینی، باقر کاظمی، شمس الدین امیر علائی که محرکین اصلی و منشاء فساد می‌باشند برابر ماده ۵ قانون حکومت نظام بازداشت و تحت بازجویی قرار گیرند.
جرم دکتر معظمی و دیگران این بود که با لایحه کنسرسیوم و کودتا علیه دکتر محمد مصدق مخالفت کردند. دکتر معظمی پس از آزادی از زندان به دامپروری پرداخت و با کمک شریف امامی شوهر خواهرش موسسه‌ای در کرج تأسیس کرد و بدین سان به امرار معاش پرداخت. او تا پایان عمر به آرمان محمد مصدق باور داشت و بارها گفت: تا فقر فرهنگی و فکری در میهن ما درمان نشود، ملت ایران راه به جایی نخواهد برد.
عبدالله معظمی در سال ۱۳۵۰ خورشیدی، در سن ۶۲ سالگی در اثر سکته قلبی درگذشت و در گورستان ابن بابویه به خاک سپرده شد.